# Xã Upton, Quận Texas, Missouri
Xã Upton (tiếng Anh: Upton Township) là một xã thuộc quận Texas, tiểu bang Missouri, Hoa Kỳ. Năm 2010, dân số của xã này là 592 người.